# Campeonato Mundial de Judo de 2018
El XXXVII Campeonato Mundial de Judo se celebró en Bakú (Azerbaiyán) entre el 20 y el 27 de septiembre de 2018 bajo la organización de la Federación Internacional de Judo (IJF) y la Federación Azerbaiyana de Judo.
Las competiciones se realizaron en la Arena Nacional de Gimnasia de la capital azerbaiyana. 

## Calendario
| Fecha→ Categoría ↓ | Ju 20 | Vi 21 | Sá 22 | Do 23 | Lu 24 | Ma 25 | Mi 26 |
| ------------------ | ----- | ----- | ----- | ----- | ----- | ----- | ----- |
| –60 kg             | ●     |       |       |       |       |       |       |
| –66 kg             |       | ●     |       |       |       |       |       |
| –73 kg             |       |       | ●     |       |       |       |       |
| –81 kg             |       |       |       | ●     |       |       |       |
| –90 kg             |       |       |       |       | ●     |       |       |
| –100 kg            |       |       |       |       |       | ●     |       |
| +100 kg            |       |       |       |       |       |       | ●     |

| Fecha→ Categoría ↓ | Ju 20 | Vi 21 | Sá 22 | Do 23 | Lu 24 | Ma 25 | Mi 26 |
| ------------------ | ----- | ----- | ----- | ----- | ----- | ----- | ----- |
| –48 kg             | ●     |       |       |       |       |       |       |
| –52 kg             |       | ●     |       |       |       |       |       |
| –57 kg             |       |       | ●     |       |       |       |       |
| –63 kg             |       |       |       | ●     |       |       |       |
| –70 kg             |       |       |       |       | ●     |       |       |
| –78 kg             |       |       |       |       |       | ●     |       |
| +78 kg             |       |       |       |       |       |       | ●     |

1. 1 2  Las rondas de eliminación se disputan a partir de las 10:00, y las finales a partir de las 16:00 (hora de Azerbaiyán, UTC+4.)

## Medallistas

### Masculino
| Evento          | Oro                              | Plata                           | Bronce                                                          |
| --------------- | -------------------------------- | ------------------------------- | --------------------------------------------------------------- |
| –60 kg (20.09)  | Naohisa Takato Japón             | Robert Mshvidobadze · Rusia     | Amiran Papinashvili Georgia Ryuju Nagayama Japón                |
| –66 kg (21.09)  | Hifumi Abe Japón                 | Yerlan Serikzhanov · Kazajistán | An Ba-Ul · Corea del Sur · Heorhi Zantaraya · Ucrania           |
| –73 kg (22.09)  | An Chang-Rim Corea del Sur       | Soichi Hashimoto Japón          | Mohamad Mohamadi Irán Hidayət Heydərov Azerbaiyán               |
| –81 kg (23.09)  | Saeid Molaei Irán                | Sotaro Fujiwara Japón           | Alexander Wieczerzak · Alemania · Vedat Albayrak · Turquía      |
| –90 kg (24.09)  | Nikoloz Sherazadishvili · España | Iván Felipe Silva · Cuba        | Kenta Nagasawa Japón Axel Clerget Francia                       |
| –100 kg (25.09) | Cho Gu-Ham Corea del Sur         | Varlam Liparteliani Georgia     | Niyaz Iliasov · Rusia · Ljagvasürenguiin Otgonbaatar · Mongolia |
| +100 kg (26.09) | Guram Tushishvili Georgia        | Uşangi Kokauri Azerbaiyán       | Hisayoshi Harasawa Japón Ölziibayaryn Düürenbayar Mongolia      |

### Femenino
| Evento         | Oro                         | Plata                           | Bronce                                                         |
| -------------- | --------------------------- | ------------------------------- | -------------------------------------------------------------- |
| –48 kg (20.09) | Daria Bilodid · Ucrania     | Funa Tonaki Japón               | Paula Pareto · Argentina · Otgontsetseg Galbadraj · Kazajistán |
| –52 kg (21.09) | Uta Abe Japón               | Ai Shishime Japón               | Érika Miranda · Brasil · Amandine Buchard · Francia            |
| –57 kg (22.09) | Tsukasa Yoshida Japón       | Nekoda Smythe-Davis Reino Unido | Christa Deguchi · Canadá · Dorzhsürenguiin Sumiyaa · Mongolia  |
| –63 kg (23.09) | Clarisse Agbegnenou Francia | Miku Tashiro Japón              | Tina Trstenjak · Eslovenia · Juul Franssen · Países Bajos      |
| –70 kg (24.09) | Chizuru Arai Japón          | Marie-Ève Gahié Francia         | Yuri Alvear · Colombia · Yoko Ono · Japón                      |
| –78 kg (25.09) | Shori Hamada Japón          | Guusje Steenhuis · Países Bajos | Marhinde Verkerk · Países Bajos · Alexandra Babintseva · Rusia |
| +78 kg (26.09) | Sarah Asahina Japón         | Idalys Ortiz · Cuba             | Larisa Cerić Bosnia y Herzegovina Kayra Sayit Turquía          |

## Medallero
| Núm. | País                 | Oro | Plata | Bronce | Total |
| ---- | -------------------- | --- | ----- | ------ | ----- |
| 1    | Japón                | 7   | 5     | 4      | 16    |
| 2    | Corea del Sur        | 2   | 0     | 1      | 3     |
| 3    | Francia              | 1   | 1     | 2      | 4     |
| 4    | Georgia              | 1   | 1     | 1      | 3     |
| 5    | Irán                 | 1   | 0     | 1      | 2     |
| 5    | Ucrania              | 1   | 0     | 1      | 2     |
| 7    | España               | 1   | 0     | 0      | 1     |
| 8    | Cuba                 | 0   | 2     | 0      | 2     |
| 9    | Países Bajos         | 0   | 1     | 2      | 3     |
| 9    | Rusia                | 0   | 1     | 2      | 3     |
| 11   | Azerbaiyán           | 0   | 1     | 1      | 2     |
| 11   | Kazajistán           | 0   | 1     | 1      | 2     |
| 13   | Reino Unido          | 0   | 1     | 0      | 1     |
| 14   | Mongolia             | 0   | 0     | 3      | 3     |
| 15   | Turquía              | 0   | 0     | 2      | 2     |
| 16   | Alemania             | 0   | 0     | 1      | 1     |
| 16   | Argentina            | 0   | 0     | 1      | 1     |
| 16   | Bosnia y Herzegovina | 0   | 0     | 1      | 1     |
| 16   | Brasil               | 0   | 0     | 1      | 1     |
| 16   | Canadá               | 0   | 0     | 1      | 1     |
| 16   | Colombia             | 0   | 0     | 1      | 1     |
| 16   | Eslovenia            | 0   | 0     | 1      | 1     |
|      | TOTAL                | 14  | 14    | 28     | 56    |